# Kerrang!
Kerrang! — еженедельный рок-журнал, публикуемый Bauer Consumer Media в Великобритании (г. Лондон).
Название журнала — звукоподражание шума, издаваемого при игре пауэр-аккордами на электрогитаре. Kerrang! впервые был издан 6 июня 1981 года, отредактирован Джеффом Бартоном, первоначально как единоразовое дополнение к еженедельнику Sounds, посвящённое текущей новой волне британского хеви-метала (NWOBHM) и подъёму других метал-групп, таких как AC/DC, которые появлялись на обложке первого номера Kerrang!. В течение 1980-х и в начале 1990-х журнал помещал на своей обложке многие трэш- и глэм-метал коллективы (как Mötley Crüe, Slayer, Bon Jovi, Metallica), но позже отказался от них, когда поднялась популярность гранжа. Читатели часто критикуют журнал за то, что он повторяет этот процесс каждый раз, когда новая музыкальная тенденция становится популярной.
Наибольшую популярность Kerrang! имел в начале XXI века под руководством Пола Риса (Paul Rees), в годы расцвета ню-метал (Limp Bizkit, Linkin Park, Slipknot, Korn, System of a Down). Рис позже перешел в Q, и его место занял Эшли Бёрд (2003—2005), который был уволен после резкого падения тиража — как раз вследствие утраты интереса к рэп-металлу.
В 2000 году в Британии было запущено цифровое Kerrang!-радио. Днём здесь звучит более коммерческая музыка (Red Hot Chili Peppers, Oasis, Kaiser Chiefs), в вечерние часы и по выходным преобладает экспериментальная музыка или группы малых метал-жанров.
В 2001 году появилось Kerrang! TV, как и радиостанция, делающее упор на мейнстрим (Aerosmith, Guns N’ Roses, Metallica).
Начиная с 1993 года проводятся ежегодные церемонии вручения Kerrang! Awards, лауреатов которых определяют читатели. В 2001 году церемония была впервые показана по ТВ (Channel 5 UK).
В 2020 году издание журнала было приостановлено из-за пандемии коронавируса. Он продолжает существование как интернет-издание.